# Chromatomyia lonicerae
Espèce
Chromatomyia lonicerae, la Mineuse du Camerisier, est un insecte de l'ordre des diptères, de la famille des Agromyzidae dont la larve parasite les feuilles de Lonicera xylosteum.

## Synonymes
- Chromatomyia xylostei Kaltenbach 1862
- Chromatomyia harlemensis Weyenbergh 1870
- Chromatomyia sonderupiana Ryden 1958